# Nissen-Sommersted
Johan Frederik Christian Nissen-Sommersted (17. februar 1835 i Helsingør – 25. februar 1905 på Frederiksberg) var en dansk handelsmand i Sankt Petersborg.
Nissen-Sommersteds far var brændevinsbrænder i Helsingør; familien kom fra Sommersted i Sønderjylland (farfaren er Peter Nissen, 1768 – 1846, møller i Sommersted).
Nissen-Sommersted begyndte i et handelsfirma i Helsingør, han blev sekretær i det svenske og norske konsulat i Frederikshavn, var ude at rejse for et engelsk handelsfirma mellem Sankt Petersborg og Lissabon og ledede med held et importfirma i bl.a. Hull og Darlington i England. 1862 startede han igen i Danmark med et stærkt voksende kulimportfirma; 1873 rejste han til Rusland. Syv meget aktive år i handlen dér fulgte mellem Sankt Petersborg og bl.a. regionen omkring Kaukasus. Efter døden af Hans Jessen Pallisen (1815 – 1881), hans svigerfar, der var dansk generalkonsul i Sankt Petersborg, flyttede „etatsråd Nissen-Sommersted“ med familien til København (1. november 1891 meldt i Kronprinsessegade nr. 14, 2. sal) og boede bl.a. i neo-renæssance-villaen på Carit Etlarsvej nr. 3 (Frederiksberg).
Nissen-Sommersted ligger begravet på Garnisons Kirkegård i gravstedet af familien von Holck. Nissen-Sommersteds ældste datter, Ady (1868 – 1913), blev gift med Oluf von Holck (1855 – 1938); en af de yngre døtre, Emma (1880 – 1964), blev gift med stiftamtmand og kammerherre Christian Ludvig Lundbye (1873 – 1947).